# نيل فابلر
نيل فابلر (بالإنجليزية: Neal Gabler)‏ هو صحفي أمريكي، ولد في 1950 في الولايات المتحدة.

## وصلات خارجية
- نيل فابلر على موقع IMDb (الإنجليزية)
- نيل فابلر على موقع أول موفي (الإنجليزية)
- نيل فابلر على موقع إن إن دي بي (الإنجليزية)